# Радавець-Малий
Радавець-Малий (пол. Radawiec Mały) — село в Польщі, у гміні Конопниця Люблінського повіту Люблінського воєводства.
Населення — 255 осіб (2011).

## Демографія
Демографічна структура станом на 31 березня 2011 року:
|          | Загалом | Допрацездатний вік | Працездатний вік | Постпрацездатний вік |
| -------- | ------- | ------------------ | ---------------- | -------------------- |
| Чоловіки | 117     | 23                 | 80               | 14                   |
| Жінки    | 138     | 27                 | 83               | 28                   |
| Разом    | 255     | 50                 | 163              | 42                   |